# Prieuré de Saint-Pierre-en-Chastres
Le prieuré de Saint-Pierre-en-Chastres est un ancien prieuré, situé sur le territoire de la commune de Vieux-Moulin, en France

## Généralités
L'ancien prieuré est situé en foret de Compiègne, sur le mont Saint-Pierre-en-Chastres, sur le territoire de la commune de Vieux-Moulin, dans le département de l'Oise, en région Hauts-de-France, en France.

## Histoire
Au IXe siècle, le roi Charles le Chauve fait don du Mont Saint-Pierre-en-Chastres aux religieux bénédictins de l’Abbaye de Saint-Crépin-le-Grand de Soissons qui construisent un prieuré primitif. En 1309, les bénédictins sont remplacés par les célestins, à l'initiative de Philippe IV le Bel. Au XIVe siècle, une chapelle est accolée à l'église du prieuré sous l'impulsion de Louis d’Orléans,. Sous la pression de la Révolution Française, les derniers religieux quittent le prieuré en 1791 et les bâtiments sont vendus comme bien national. Les ruines du prieuré sont classées au titre des monuments historiques par arrêté du 7 juin 1905. Le site appartient aujourd'hui à Office national des forêts.

## Description
L'église, qui était à nef unique, subsiste partiellement et certains éléments architecturaux peuvent être notés : portail à colonnettes, niches, demi-colonnes, sculptures en bas-relief et entablement. La chapelle adjacente, bien que privée de ses voûtes, présente un style gothique flamboyant primitif, comme en témoigne le tracé de ses fenêtres subsistantes.

## Galerie

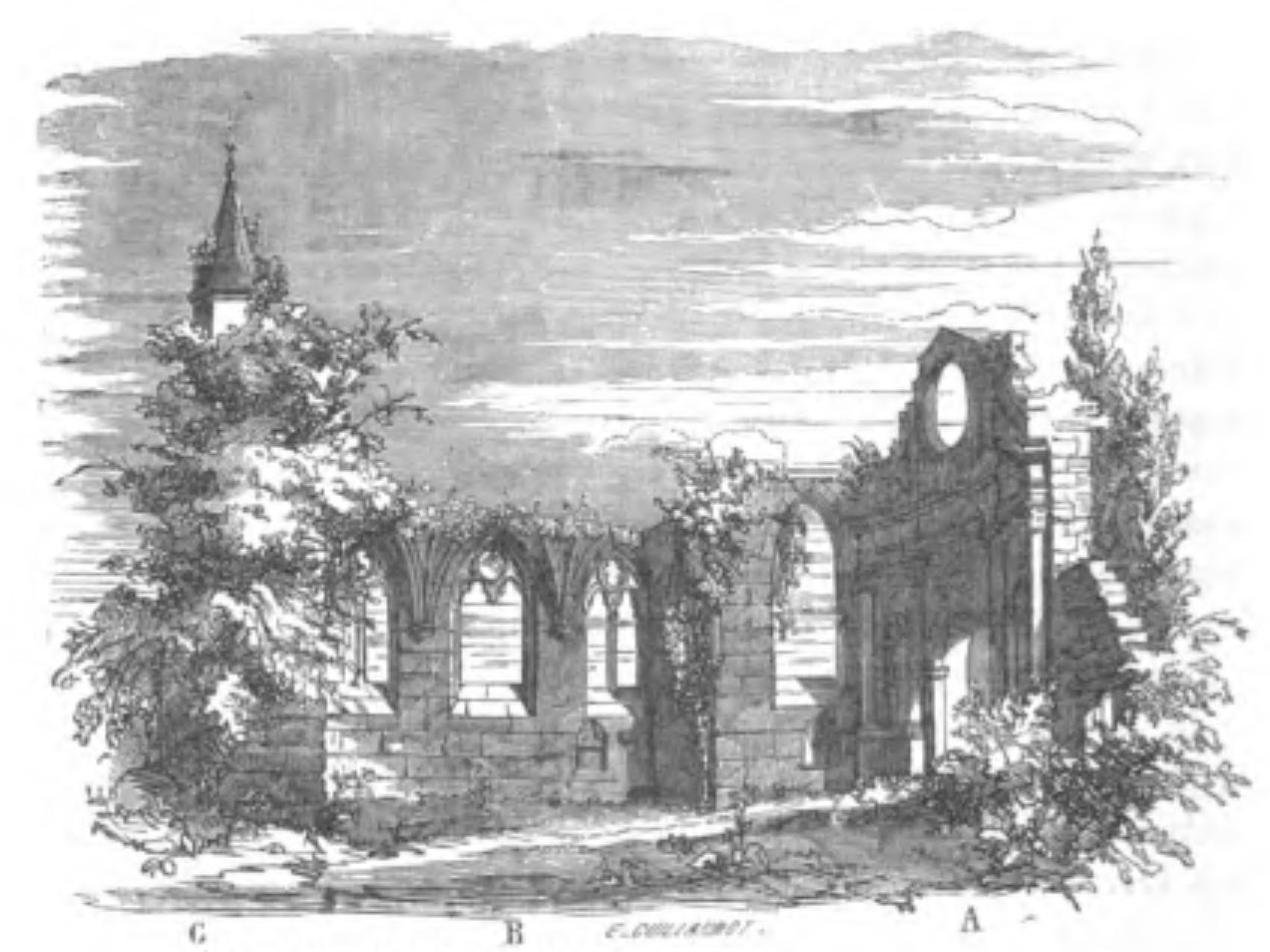
Dessin de la chapelle en 1849
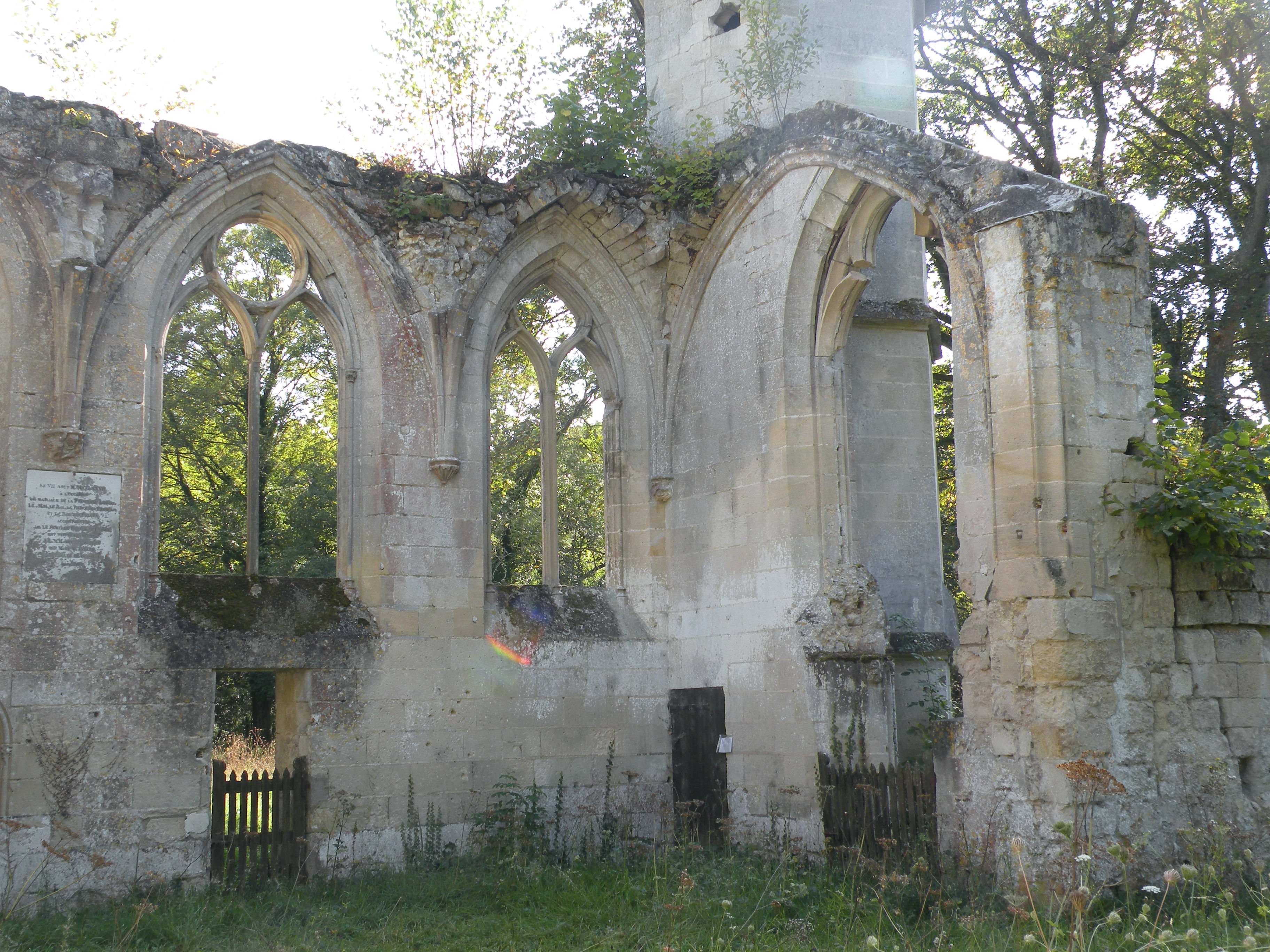
Vestiges des fenêtres de la chapelle
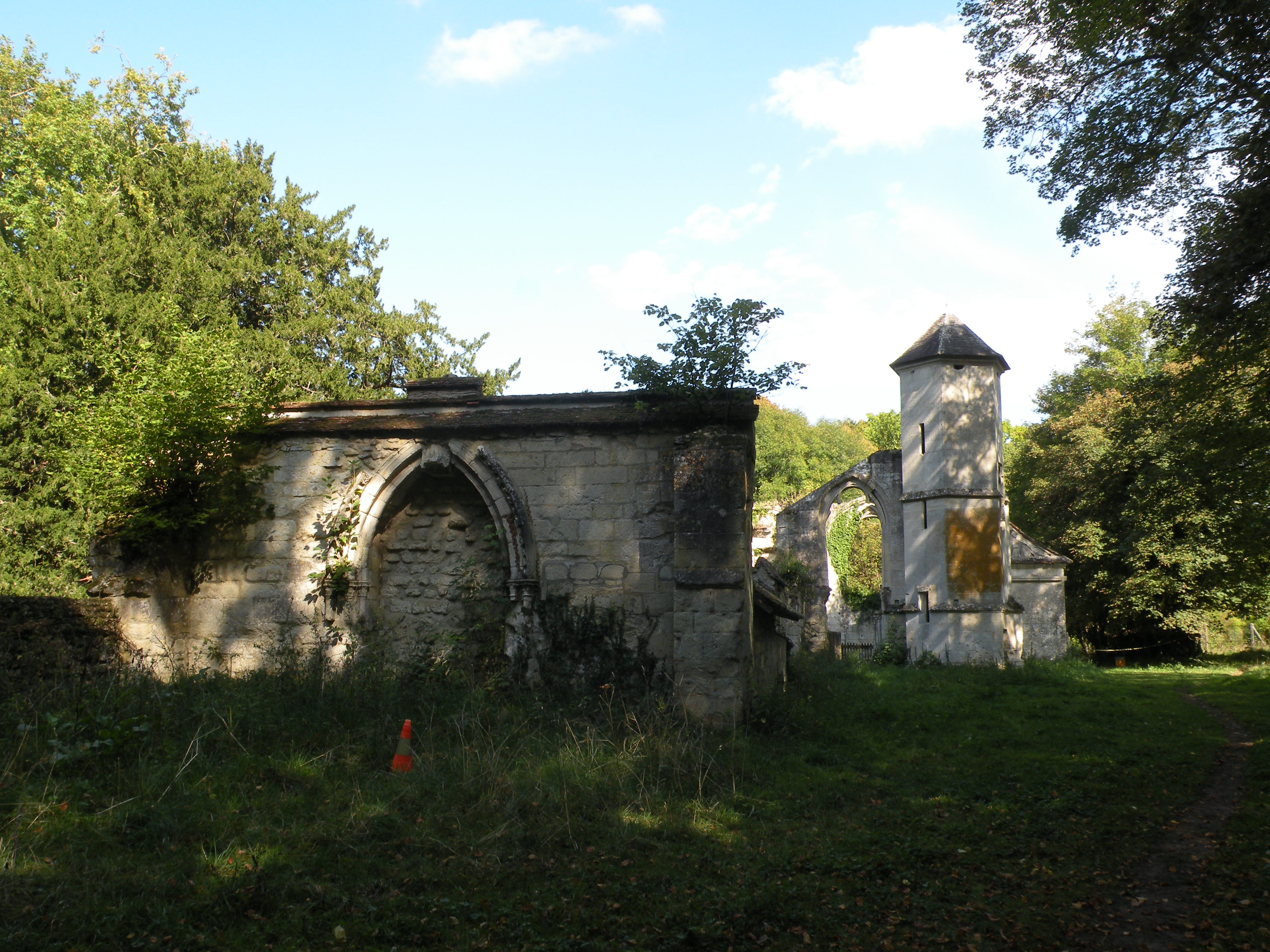
Vestiges de la façade de l'église